# Американистика
Американистика (англ. American studies) — совокупность научных дисциплин, направленных на комплексное изучение США и Канады.
Изучение Канады иногда выделяется в отдельную дисциплину — канадоведение.
В Российской Федерации ведущим НИИ, занимающимся американистикой, является Институт США и Канады Российской Академии Наук.
Американистика в СССР называлась «советская американистика», в 1983 году она считалась «довольно молодой, но быстро развивающейся отраслью исторического знания».

## Описание

США и Канада

В настоящее время американистика представляет собой комплексную междисциплинарную отрасль социальных наук, в её рамках изучаются текущая внутренняя и внешняя политика США и их история, география США, правовая и экономическая системы США, американское общество и его культура, различные аспекты повседневной жизни общества в США.
Развитие американистики в России связано с противостоянием между СССР и США во время «холодной войны».
Развитие американистики в самих США находится в зависимости от наиболее актуальных социальных проблем американского общества. Так, в 1960-х годах в профильных научных журналах преобладали статьи о расовых и гендерных взаимоотношениях.

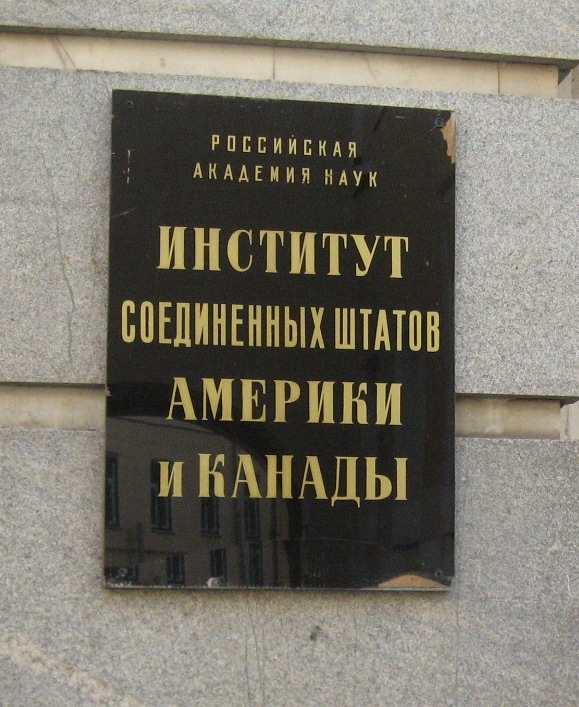

Основным отечественным центром является отдел Канады Института США и Канады РАН. Подразделение создано в 1972 году на базе тогда ещё Института США АН СССР. В 1974 году к названию института было добавлено «и Канады».
По мере развития американистики, как отрасли страноведения, исследования в этой области проводили историки, географы, экономисты, философы, социологи, культурологи, правоведы и другие учёные.